# Dangun

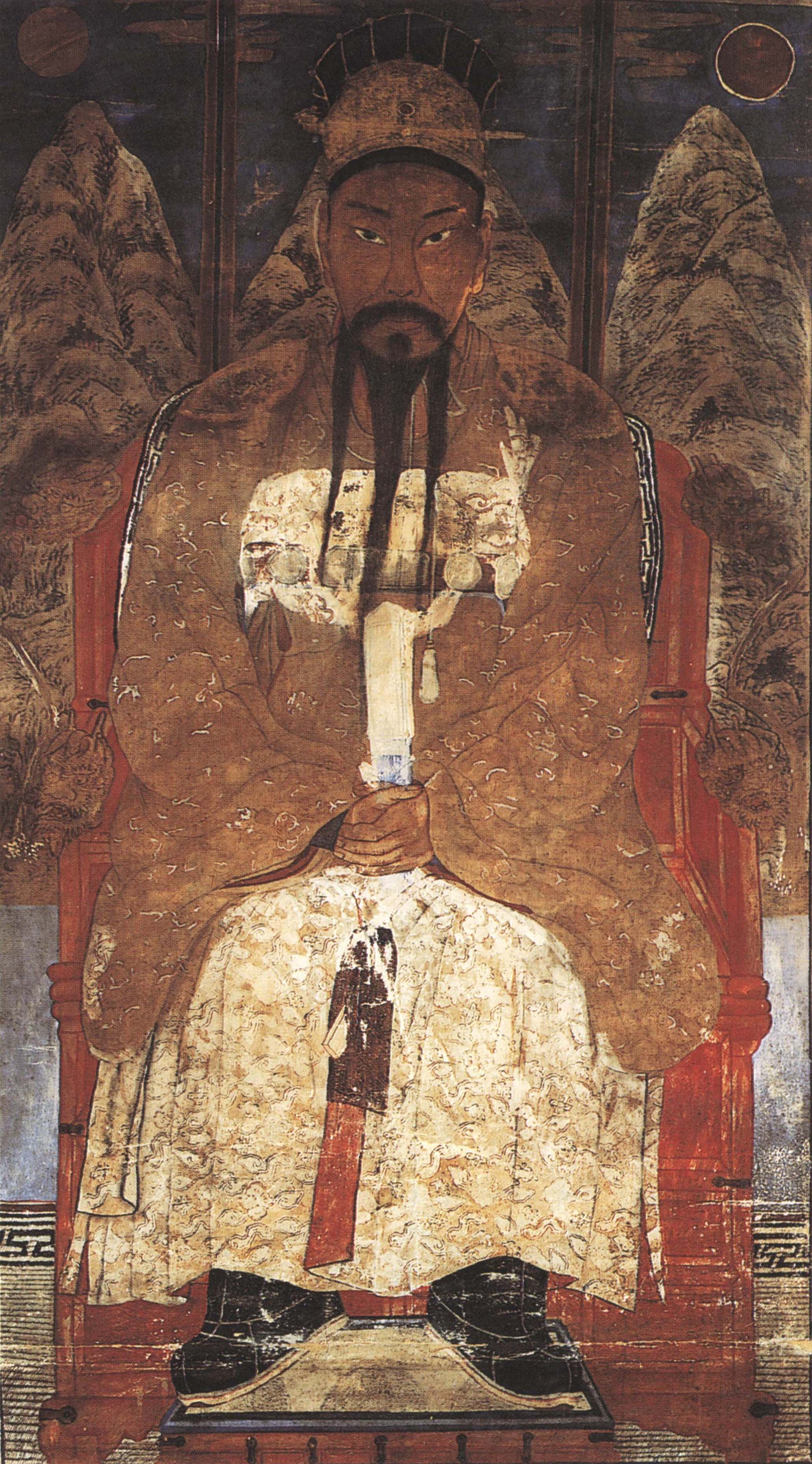
Porträt von Dangun

Dangun Wanggeom (kurz Dangun) ist in der koreanischen Mythologie der Gründer von Go-Joseon, dem ersten koreanischen Staatenwesen.

## Legende

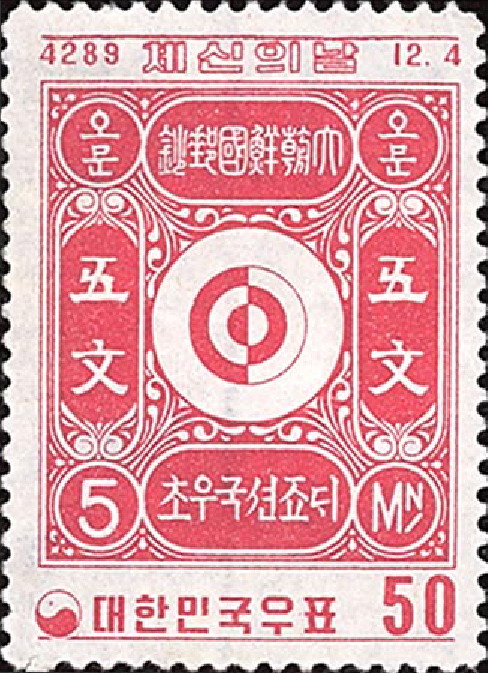
Südkoreanische Briefmarke aus dem Dangun-Jahr 4289 (entspricht 1956)

Dangun war der Enkel des Himmelsherrn Hwanin (kor. 환인, 桓因), ein Name, der schon in alten buddhistischen Texten aus Indien erwähnt wird.
Hwanin hatte einen Sohn Hwanung, der auf der Erde leben wollte. Hwanin wählte den Berg Taebaek als Wohnort für seinen Sohn aus und sandte ihn mit 3.000 Gefolgsleuten auf die Erde. Hwanung gründete auf dem Gipfel die Stadt Sinsi (신시, 神市), die Stadt Gottes. Zusammen mit seinen Ministern gab Hwanung den Menschen Gesetze, Moral, Kultur, Medizin und Landwirtschaft.
Ein Tiger und ein Bär baten Hwanung darum, sie in Menschen zu verwandeln. Hwanung gab ihnen Knoblauch und Beifuß und befahl ihnen, dies hundert Tage lang zu essen und während dieser Zeit das Sonnenlicht zu meiden. Der Tiger gab kurz darauf auf, während der Bär blieb und in eine Frau verwandelt wurde. Die Frau, ihr Name war Ungnyeo (웅녀, 熊女; dt. Bärenfrau), erwies sich als sehr dankbar, aber sie hatte keinen Mann und wurde traurig, weil sie keine Kinder hatte. Hwanung wurde von ihren Gebeten gerührt und nahm sie zur Frau. Ihr gemeinsamer Sohn hieß Dangun Wanggeom.
Laut den Aussagen der Chronik Samguk Sagi bestieg Dangun im Jahr 2333 v. Chr. den Thron, gründete die Stadt Asadal und das Königreich Go-Joseon. Der Zeitpunkt bezieht sich auf eine Eintragung in der Dongguk Tonggam, die das 25. Regierungsjahr des chinesischen Kaisers Yao nennt. Dies widerspricht den Darstellungen in der Sejong Sillok und Il-yeons Samguk Yusa, die das 1. Jahr bzw. 50. Jahr der Regierungszeit Yaos angeben.
Die mythische Gründung Koreas durch Dangun wird heute in Südkorea mit dem Feiertag Gaecheonjeol gefeiert.

## Berg Taebaek
Die geographische Lage des Bergs Taebaek ist umstritten. Folgende drei Berge werden von Koreanern als mögliche Geburtsstätte ihrer Zivilisation angeführt:
- der gleichnamige Taebaek-san (1568 m) in der südkoreanischen Provinz Gangwon-do
- der Myohyang-san nördlich von Pjöngjang
- der Paektu-san

## Mausoleum
Im nordkoreanischen Landkreis Kangdong, der Teil des Stadtgebietes von Pjöngjang ist, wurde 1994 die Rekonstruktion der angeblichen Grabstätte von Dangun abgeschlossen. Dabei handelt es sich um einen Komplex von 45 ha, in dessen Zentrum eine weiße Steinpyramide mit der angeblichen Grabkammer Danguns und seiner Frau steht.

## Kalender
Von 1945 bis 1961 wurde in Südkorea offiziell der Gregorianische Kalender mit Dangun-Jahreszählung verwendet, bezeichnet als Dangi (단기) 4278 bis 4294. Gelegentlich wird diese Zählung auch heute noch verwendet. Auch für den vor 1910 verwendeten koreanischen Lunisolarkalender wurde die Dangi-Zählung benutzt.